# Muniție

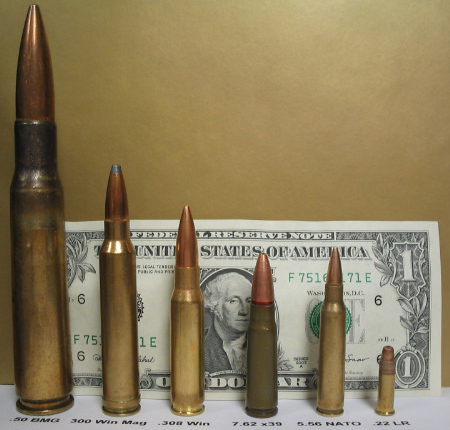
Cartușe variate comparativ cu un dolar american

Muniția (de la cuvântul francez munition) este numele generic dat cartușelor pentru armamentul de infanterie, de pe mașinele de luptă terestre, aeriene și navale, grenadelor de tot felul, aruncătoarelor de bombe, proiectilor de artilerie terestră, aeriană și navală, aruncătoarelor de proiectile reactive, rachetelor dirijate si nedirijate, bombelor de aviație, minelor navale, etc. Prin noțiunea de muniții se subînțeleg și elementele care intră în compoziția acestora cum ar fi: capsele, detonatoarele, focoasele, încărcăturile suplimentare, etc. care se livrează separat și se asamblează în forma completă înainte de utilizare. 
Scopul munițiilor este de a distruge sau neutraliza prin forța acestora ținte inamice stabilite. Prin muniții se înțeleg și cele de sprijin, cum ar fi cartușele de semnalizare și iluminare, bombele și proiectilele de iluminare, alți compuși pirotehnici pentru fum sau incendiare. De la proiectarea cartușului, semnificația generică a fost transferată până la asamblarea unui proiectil și propulsarea acestuia. 
Muniția este proiectată spre a fi utilizată de arme de foc care să permită trimiterea acesteia către obiectivul stabilit. Munițiile de infanterie sunt compuse din capse de inițiere a încărcăturii de propulsie aflată într-un tub și gloanțe de diferite calibre. Munițiile de artilerie au suplimentar montat fie la vârful, fie la fundul proiectilului, focoase care inițiază la impact cu ținta sau în proximitatea țintei un detonator care la rândul lui produce inițierea încărcăturii de explozie al cărui efect distructiv este destinat țintei. Pe acest model clasic munițiile moderne dispun de tehnologii avansate specifice utilizării în scop tactic diferențiat pentru combaterea sistemelor de apărare pasivă a țintelor sau de mărire a preciziei de lovire a acestora.
Se știe ca proiectarea sau îmbunătățirea unui anume tip de muniție pleacă de la cerințele operaționale din câmpul tactic solicitate de luptători, după care fie se utilizează o armă de foc existentă, fie se proiectează o armă nouă. Din acest motiv, există o mare diversitate de muniții și arme de foc încât standardizarea acestora a devenit necesară din considerente logistic operaționale. Generic, munițile sunt utilizate pentru efectul distructiv, de neutralizare a funcționalității acesteia sau de distrugere asupra țintei stabilite. Efectul adus țintei este primordiala cerință operațională a unei categorii de muniții. Logistica de aprovizionare cu muniție în cantități suficiente și la timp este o activitate prioritară pentru susținerea forțelor combatante în realizarea obiectivelor planificate.   

## Clasificarea munițiilor
Muniția este clasificată:

### Prin accesoriu
- artilerie;
- aviație;
- marin;
- tragere;
- inginerie;

### Prin numire
- de bază (pentru înfrângerea obiectivelor);
- Special (pentru iluminat, fum, agitație și așa mai departe);
- auxiliare (antrenament, inactiv, pentru teste speciale și așa mai departe);

### Prin natura echipamentului
- cu material exploziv (Convențional);
- armă nucleară;
- armă chimică;
- explozie praf;
- armă biologică;
- altele;

## Construcție
Proiectul de muniție a evoluat pe parcursul istoriei, deoarece au fost dezvoltate diferite arme și au fost necesare diferite efecte. Din punct de vedere istoric, muniția a fost de proiectare și construire relativ simplă (de exemplu, sling-shot, pietre aruncate de catapulte), dar pe măsură ce proiectele de arme au fost dezvoltate (de exemplu, pușcă) și au devenit mai rafinate, cerința pentru muniție mai specializată a crescut. Munițiile moderne pot varia semnificativ în calitate, dar de obicei sunt fabricate la standarde foarte înalte.
De exemplu, muniția pentru vânătoare poate fi proiectată să se extindă în interiorul țintei, maximizând daunele provocate de o singură rundă. 